# رود اروگوئه
رود اروگوئه یا رود اوروگوای (به پرتغالی: Rio Uruguai، به اسپانیایی: Río Uruguay) رودی جاری در جنوب شرقی آمریکای جنوبی است که از جنوب برزیل سرچشمه گرفته و با جریان‌یافتن به سمت غرب و جنوب در امتداد مرزهای بریل با آرژانتین و آرژانتین با اروگوئه، به ریو دلا پلاتا می‌ریزد.

## نام
نام اروگوئه از زبان گوارانی به معنای " رود مرغان رنگارنگ " گرفته شده است

## جریان

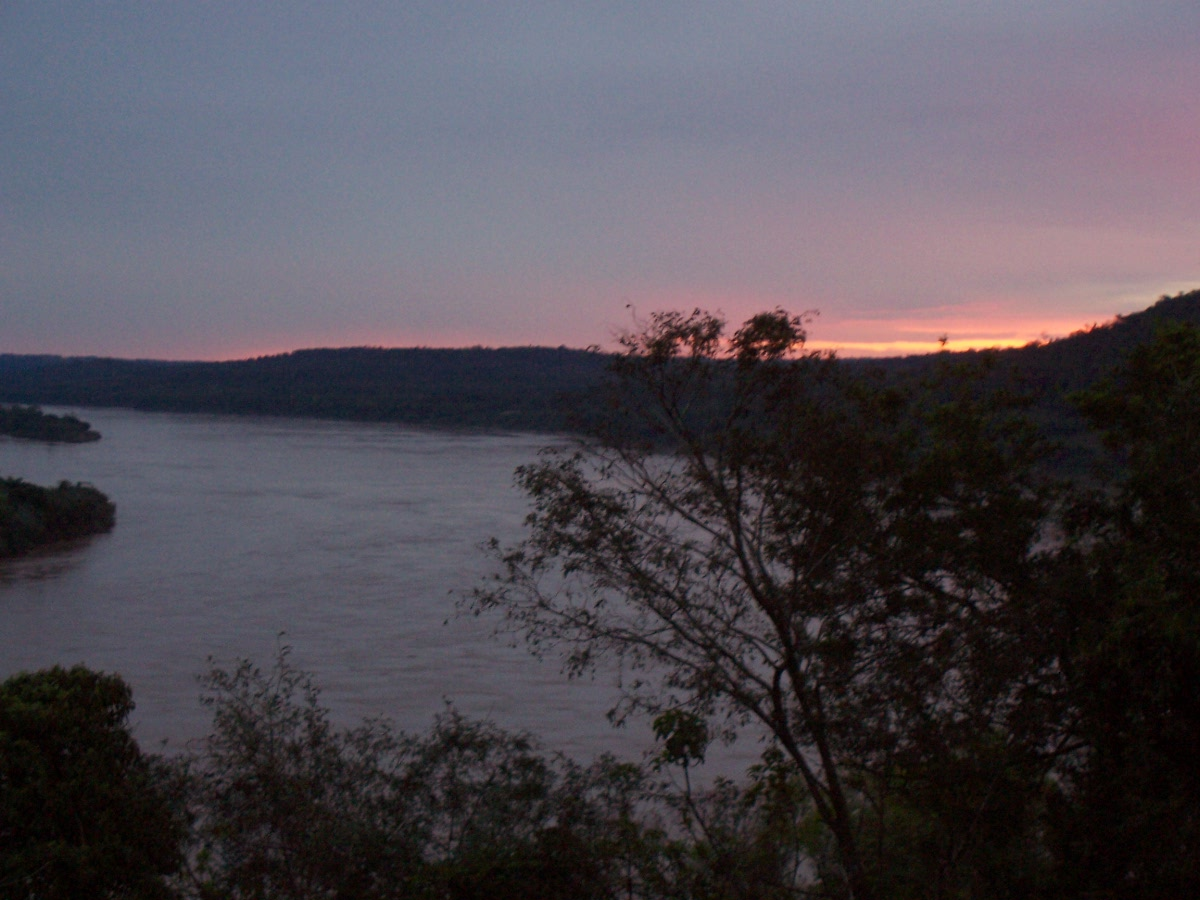
غروب در رود اروگوئه

این رود قوسی‌شکل از شمال به جنوب جریان دارد و با حوضه آبریزی به مساحت ۳۶۵٬۰۰۰ کیلومتر مربع، مرز طبیعی بین سه کشور برزیل، آرژانتین و اروگوئه است . این رود از ایالت‌های سانتا کاتارینا و ریوگرانده دو سول برزیل می‌گذرد، مرز شرقی ایالت‌های میسیونس، کورینتس و انتره ریوس در آرژانتین و مرز غربی بخش‌های آرتیگاس، سالتو، پایساندو، ریو نگرو، سوریانو و کولونیا در اروگوئه را تشکیل می دهد.
درازای رود بین ۱٬۵۹۳ تا ۱٬۶۱۰ کیلومتر و از سررا دو مار برزیل که محل پیوستن رودهای پلوتاس و کانواس است آغاز می‌شود و از مناطق ناهموار، منفصل و تندآب‌ها و آبشارهای کوچک گذر می‌کند . جریان آن تنها از حدود سالتوچیکو قابل کشتیرانی است. رود اروگوئه به همراه رود پارانا، دهانه آبریز ریو دِ لا پلاتا را تشکیل می دهد. 
شاخه اصلی آن، رود ریو نگرو است که از جنوب برزیل آغاز می‌شود سپس با پیمودن ۵۰۰ کیلومتر از مرز بین آرژانتین و اروگوئه به رود اروگوئه می رسد و پس از آن با طی ۱۰۰ کیلومتر به سوی جنوب به دهانه آبریز ریو د لا پلاتا می ریزد .

## بهره‌برداری
رود اروگوئه در پشت سد سالتو گرانده منبع عظیم آبی برای تولید برق به وجود آورده است . هم چنین چهار پل بین‌المللی بر روی این رود احداث شده است . پل بین‌المللی پاسو دلوس لیبرس – اروگوایانا بین برزیل و آرژانتین و نیز سه پل سالتو گرانده، خنرال آرتیگاس و لیبرتادور خنرال سان مارتین بین آرژانتین و اروگوئه.

## اختلاف بین آرژانتین و اروگوئه
نگرانی‌های زیست‌محیطی آرژانتین از ساخت کارخانهٔ خمیر کاغذسازی اروگوئه در حاشیهٔ رود اروگوئه منجر به بروز مناقشه‌ای طولانی‌مدت بین دو کشور شد که در نهایت در سال ۲۰۱۰ به سازش آرژانتین و اروگوئه و توافق بر سر اجرای برنامهٔ مشترک نظارت بر محیط زیست رودخانه انجامید.